# Fragment en adagio
Fragment en adagio (Frammento e adagio) is een compositie van de Italiaan
Salvatore Sciarrino.
Sciarrino is er deels om bekend dat hij werk van andere componisten recycleert in zijn eigen werk. Een andere eigenschap van zijn composities is de dynamiek waarin alles zich afspeelt, van stilte tot piano met af en toe een uitschieter. Beide zaken worden in dit stuk voor dwarsfluit en orkest gecombineerd. Het tot basis van dit werk dienende fluitconcert is echter geen bekend werk; het wordt gevormd door een fragment van een fluitconcert van hemzelf, dat nooit is voltooid (gegevens 2009). Het werk gaf direct een probleem. Sciarrino schrijft in zijn werk vaak flautando voor, staande voor “klinkend als een fluit”. Dat gaat hier natuurlijk niet op. De dwarsfluit wordt hier zo aangespeeld, dat van “normale” toonvorming geen sprake is; het blijft bij een hees geluid, dat wel verschillende toonhoogtes heeft. Dit wordt gecombineerd met flageolettonen en sporadisch een klank zoals we die van een dwarsfluit kennen.
Het miniconcert bestaat uit twee delen: Fragment (hetgeen dus het fragment is van het fluitconcert) dat in 1986 werd voltooid en Adagio dat volgens de componist de kroon op het werk is. Adagio kwam gereed in 1992.

## Discografie
- Uitgave Kairos ; Nationaal Symfonieorkest van de RAI o.l.v. Tito Ceccherini met solist Mario Caroli

## Bron
- de compact disc
- Muziekuitgeverij Ricordi vermeldt geen verdere gegevens